# Khalilabad (Verwaltungsbezirk)
Khalilabad (persisch شهرستان خلیل آباد) ist ein Schahrestan in der Provinz Razavi-Chorasan im Iran. Er enthält die Stadt Khalilabad, welche die Hauptstadt des Verwaltungsbezirks ist.

## Demografie
Bei der Volkszählung 2016 betrug die Einwohnerzahl des Schahrestan 51.701. Die Alphabetisierung lag bei 85 Prozent der Bevölkerung. Knapp 37 Prozent der Bevölkerung lebten in urbanen Regionen.
| Zensusjahr | Einwohnerzahl |
| ---------- | ------------- |
| 2011       | 49.111        |
| 2016       | 51.701        |